# Puszczew
Puszczew [ˈpuʂt͡ʂɛf] é uma aldeia localizada no distrito administrativo de Wręczyca Wielka, do condado de Kłobuck, voivodia de Silésia, no sul da Polônia. A aldeia tem uma população de 652 habitantes.